# Zingiber petiolatum
Zingiber petiolatum là một loài thực vật có hoa trong họ Gừng. Loài này được Ida Theilade nâng cấp thành loài độc lập năm 1998; dựa trên thứ Zingiber gracile var. petiolatum do Richard Eric Holttum mô tả năm 1950.

## Mẫu định danh
Mẫu định danh: Corner E.J.H. SFN 31570; thu thập ngày 10 tháng 7 năm 1936 ở cao độ 350 m, tọa độ 5°34′0″B 101°0′0″Đ / 5,56667°B 101°Đ, tại đèo từ Kroh tới Baling, bang Kedah, Malaysia. Holotype lưu giữ tại Vườn Thực vật Singapore (SING); các isotype lưu giữ tại Vườn Thực vật Hoàng gia tại Edinburgh (E), Vườn Thực vật Hoàng gia tại Kew (K), Naturalis tại Leiden, Hà Lan (L).

## Từ nguyên
Tính từ định danh petiolatum (giống đực: petiolatus, giống cái: petiolata) là tiếng Latinh có nghĩa là có cuống lá; ở đây để nói tới cuống lá của nó dài hơn so với của các loài có quan hệ gần trong tổ hợp Zingiber gracile (Z. aurantiacum, Z. gracile, Z. elatius).

## Phân bố
Loài này có tại miền nam Thái Lan (tỉnh Narathiwat) và Malaysia bán đảo (các bang Kedah, Pahang, Perak). Được tìm thấy trong rừng thường xanh, ở cao độ 100–350 m.

## Phân loại
Thuộc nhóm Zingiber gracile trong tổ Zingiber, bao gồm Z. aurantiacum, Z. elatius, Z. gracile, Z. kelantanense, Z. petiolatum, Z. raja, Z. singapurense và Z. sulphureum.

## Mô tả
Thân cao tới 2,5 m, các bẹ ở đáy tràn đầy màu đỏ-nâu, gốc phồng màu ánh vàng nhạt. Lá hình mác, màu xanh lục sẫm, ~40 × 8 cm, gần như nhẵn nhụi. Cuống lá dài 5–15 mm. Lưỡi bẹ 2 thùy, 3–5 mm. Cán hoa cao tới 75 cm, các bẹ màu đỏ-nâu; cụm hoa dài tới 30–45 cm, hình thoi. Lá bắc hình mác, màu hồng, ~7 × 3 cm, dai, đỉnh nhọn. Lá bắc con dài tới 3 cm. Ống tràng 6 cm, các thùy dài 2 cm, màu kem. Cánh môi tới 6 cm, màu kem; thùy giữa thuôn dài, dài 2,5 cm, đỉnh rộng đầu hoặc chẻ đôi; các thùy bên dài 0,3 cm, hình xoan.
Nó khác với các loài còn lại của tổ hợp Zingiber gracile ở chỗ lá to hơn, cuống lá dài hơn, cán hoa rất dài, cành hoa bông thóc dài và thanh mảnh với các lá bắc dai. Về các lá to và lá bắc dai thì Z. petiolatum gần với Z. puberulum.